# 蒙泰 (弗里堡州)

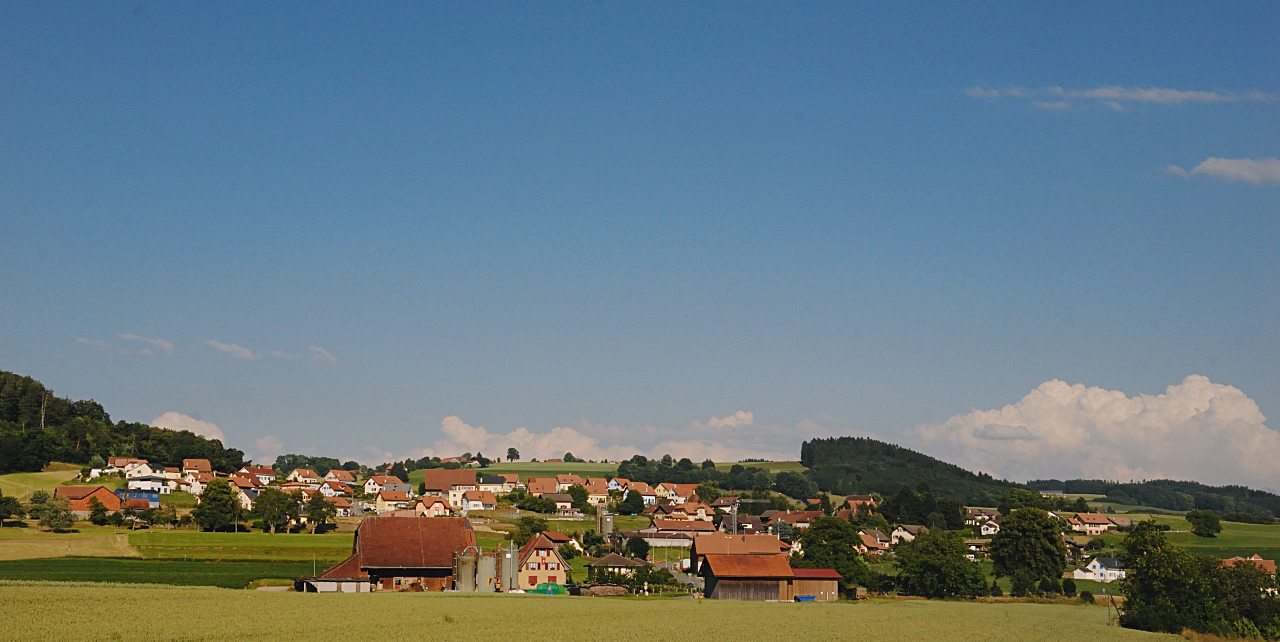

蒙泰是瑞士的城鎮，位於該國西部，由弗里堡州負責管轄，面積2.19平方公里，海拔高度652米，2011年人口355，六成半人口信奉羅馬天主教，人口密度每平方公里162人。